# شمس شریعت تربقان
شمس شریعت تربقان(متولد ۱۳۰۵ خورشیدی-درگذشته ۶ خرداد ۱۳۹۳) پزشک، استاد دانشگاه و مدیر گروه آسیب‌شناسی دانشگاه علوم پزشکی تهران و برگزیده هفتمین همایش چهره‌های ماندگار. او پدر علم پاتولوژی (آسیب‌شناسی) و بنیان‌گذار انستیتو سرطان دانشگاه علوم پزشکی تهران بود.

## زندگی‌نامه
شمس شریعت تربقان در سال ۱۳۰۵ در روستای تربقان کاشمر به دنیا آمد. تحصیلات ابتدایی و متوسطه را در کاشمر و مشهد به اتمام رسانید و در سال ۱۳۲۶ دوران دبیرستان را با اخذ دیپلم رشته طبیعی در تهران پایان برد. وی دوره دکترای پزشکی را از سال ۱۳۲۶ الی ۱۳۳۳ در دانشگاه تهران گذراند و با دریافت بورس دولت فرانسه با درجه استادیاری از دانشکده پزشکی لیون فارغ‌التحصیل گردید. وی از سال ۱۳۴۳ در بخش آسیب‌شناسی دانشگاه تهران مشغول به کار شده و در سال ۱۳۵۰ استاد تمام گردید. در سال ۱۳۸۵ جایزه اخلاق پزشکی در جشنواره ابن سینا به او تعلق گرفت و در سال ۱۳۸۷ در هفتمین همایش چهره‌های ماندگار، وی به عنوان چهره ماندگار گروه پزشکی انتخاب گردید.
مشاغل و مدیریت‌های او عبارتند از:
- مدیریت گروه آسیب‌شناسی.
- عضو هیئت ممیزه دانشگاه علوم پزشکی تهران.
- سرپرست بخش آسیب‌شناسی و واحد میکروسکوپ الکترونی انستیتو پاستور.
- سرپرست کمیته پیراپزشکی و عضو گروه پزشکی شورای عالی برنامه‌ریزی.
- عضویت در هیئت عالی انتظامی سازمان نظام پزشکی.
- رئیس موزه ملی تاریخ علوم پزشکی جمهوری اسلامی ایران.[۸][۹]

## درگذشت
شمس شریعت تربقان به علت ایست قلبی روز ششم خردادماه ۱۳۹۳ و در سن ۸۸ سالگی در تهران درگذشت و در بهشت زهرا دفن گردید. سید حسن هاشمی وزیر وقت بهداشت، درمان و آموزش پزشکی و عیسی زاده مسئول نهاد نمایندگی مقام معظم رهبری دانشگاه علوم پزشکی تهران با صدور پیام‌هایی جداگانه درگذشت او را به جامعه پزشکی تسلیت گفتند.

## آثار
بعضی از آثار وی:
- آسیب‌شناسی
- پاتولوژی تومورهای استخوان
- پروفسور ارلن و نقش او در آموزش پزشکی نوین در ایران
- تاریخ آموزش پزشکی در ایران
- تاریخچه آسیب‌شناسی در ایران
- تاریخچه سرطان و انستیتو سرطان ایران
- سارکوم‌های غیر استخوان‌ساز استخوانها
- زندگینامه دکتر امیراعلم.[۱۲]